# Sineresi
La sinèresi (dal greco antico συναίρεσις?, synairésis, "restringimento, riduzione", a sua volta da συναιρέω, synairéō, "metto insieme"), nella pronuncia di una parola, è la realizzazione in un'unica unità sillabica di un nesso vocalico in iato. Si tratta dunque, nella pronuncia corrente, di una certa oscillazione tra iato e dittongo. Più semplicemente: si ha sineresi quando due o tre vocali all'interno della stessa parola, che costituiscono uno iato e dunque dovrebbero formare sillabe diverse, vengono contate come una sillaba sola.
Il fenomeno contrario alla sineresi è la dieresi.
La sineresi, oltre che nella pronuncia corrente, si presenta per ragioni metriche anche in poesia (in particolare, nella metrica classica), dove è detta sinizesi.